# Brody (nome)
Brody  è un nome proprio di persona inglese maschile

## Varianti
- Maschili: Brodie[1][3]

## Origine e diffusione
Il nome deriva da un cognome irlandese, a sua volta derivato dal toponimo gaelico Brothaigh, che significa "fosso", "fossa".
Si tratta di un nome non molto diffuso: negli Stati Uniti, risulta al 105º posto, mentre in Inghilterra e Galles risulta al 149º posto.

## Onomastico
Il nome è adespota e quindi l'onomastico viene festeggiato il 1º novembre, giorno dedicato alla festa di Ognissanti.

## Persone

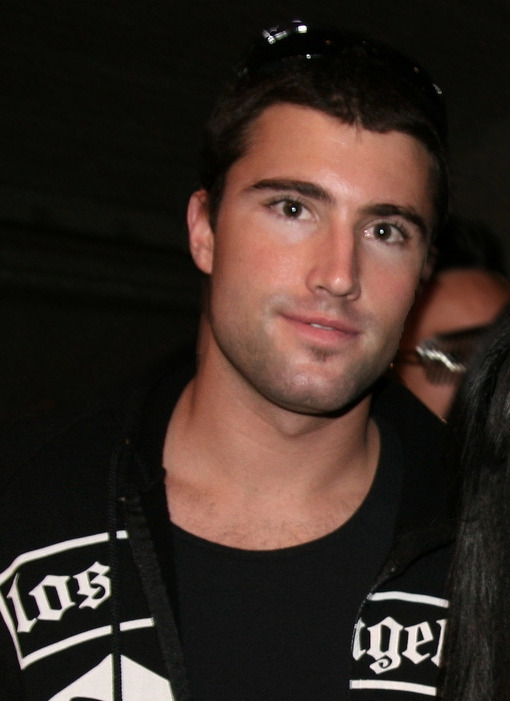
Brody Jenner

- Brody Angley, cestista statunitense
- Brody Jenner, modello e personaggio televisivo statunitense

### Variante Brodie
- Brodie Dupont, hockeista su ghiaccio canadese

## Il nome nelle arti
- Brody è un personaggio della serie televisiva Todd and the Book of Pure Evil[4]
- Brody è un personaggio di A tutto reality presenta: Missione Cosmo Ridicola.